# هانس یلینک
هانس یلینک (به آلمانی: Hanns Jelinek) (زادهٔ ۵ دسامبر ۱۹۰۱ – درگذشتهٔ ۲۷ ژانویه ۱۹۶۹)، موسیقی‌دان و آهنگساز اهل اتریش بود.

## زندگی هنری
هانس یلینک، ۵ دسامبر ۱۹۰۱ در وین متولد شد. در ۶ سالگی نواختنِ ویلن را آغاز و در ۷ سالگی شروع به یادگیری پیانو کرد. او در سال ۱۹۱۸ به عضویت حزب تازه تأسیس کمونیست اتریش درآمد.
وی در سال ۱۹۱۸ – ۱۹۱۹، در سمینار آهنگسازی که شونبرگ در مدرسه اوژن شوارتزوالد در وین (با تمرکز بر کنترپوان و هارمونی) برگزار کرد، به صورت مختصر از آرنولد شونبرگ و به‌طور خصوصی از آلبان برگ آموزش دید. این دو موسیقی‌دان بر او تأثیر گذاشتند تا آثار زیادی را به روش موسیقی دوازده‌نغمه‌ای بنویسد. هانس یلینک در سال ۱۹۲۰، تحصیلات خود را تحت نظر «فرانتس اشمیت» در آکادمی موسیقی وین آغاز کرد. اما در سال ۱۹۲۲ به دلایل مالی، تحصیل را رها کرد و پس از آن به‌صورت خودآموز به موسیقی پرداخت.
او برای تأمین هزینه‌های زندگی خود در وین، به عنوان آهنگساز مستقل و به عنوان پیانیست در بارها و سینماها، با نام مستعار «هانس الین» ظاهر شد. وی از سال ۱۹۵۸ تدریس در آکادمی موسیقی وین را آغاز کرد و از ۱۹۶۵ به عنوان استاد با آکادمی موسیقی وین همکاری داشت. در سال ۱۹۶۶ جایزهٔ بزرگ ایالتی اتریش به وی اعطا شد.

## شیوه آهنگسازی
هانس یلینک از سال ۱۹۳۴ (همزمان با نوشتن دومین کوارتت زهی خود، آپوس ۱۳) از شیوهٔ موسیقی دوازده‌نغمه‌ای، در همهٔ آثاری که به آن‌ها شمارهٔ اپوس می‌داد، استفاده کرد. او در سال ۱۹۵۶ در اثر «سه طرح آبی»، آپوس ۲۵، دودکافونیک را با موسیقی جاز ترکیب کرد.

## شاگردان
از جمله شاگردان هانس یلینک می‌توان به نام‌هایی نظیر: پتر کوتیک، گونار سانستولد، سنستولد، ایگور اشتوهک، اریش اوربانر، جونسانگ باک، آن ماری اوربک، گریگوری رز، داوید انگلا و هاینز کارل گروبر اشاره کرد. علیرضا مشایخی، احمد پژمان و پرویز منصوری از موسیقی‌دانان سرشناس ایرانی نیز شاگرد وی بودند.

## آثار هنری
از جمله آثار هانس یلینک، به موارد زیر می‌توان اشاره نمود:
- ۱۳ آهنگ کوچک برای صدای انسان و پیانو، آپوس شماره ۱ (۱۹۲۷)
- پرلود پاساکالیا و فوگ برای ارکستر مجلسی، آپوس شماره ۴، (۱۹۲۲)
- ۳ ترانه بعد با شعر اریش کستنر (۱۹۳۰)
- اولین کوارتت زهی آپوس شماره ۱۰ (۱۹۳۱)
- سوییت برای ارکستر زهی، آپوس شماره ۱۱ (۱۹۳۱)
- سمفونی شماره ۴ برای کوارتت زهی و ارکستر بزرگ، آپوس شماره ۱۲ (۱۹۳۱)
- دومین کوارتت زهی، آپوس شماره ۱۳ (۱۹۳۴–۱۹۳۵)
- اپرت بابی کالیگولا (۱۹۴۷–۱۹۵۳)
- روشن است، آپوس شماره ۱۵ (۱۹۴۷–۱۹۵۲)
- سمفونی برویس، آپوس شماره ۱۶ (۱۹۴۸–۱۹۵۰)
- کنسرت برای ارکستر زهی، آپوس ۱۷ (۱۹۵۱)
- فانتزی برای کلارینت، پیانو و ارکستر، آپوس شماره ۱۸ (۱۹۵۱)
- کتاب الفبای موسیقی دوزاده‌نغمه‌ای برای پیانو، آپوس ۲۱ (۱۹۵۳–۱۹۵۴)
- سمفونی شماره ۶، آپوس شماره ۲۲ (۱۹۵۳)
- سلف پرتره مارکوس اورلیوس برای سخنران و چهار تکنواز ساز، آپوس شماره ۲۴ (۱۹۵۴)
- سونات برای ویلن، آپوس شماره ۲۷ (۱۹۵۶)
- در راه، برای سوپرانو، ویبرافون و کنترباس، آپوس شماره ۲۸ (۱۹۵۷)
- چهار ترانه، با شعرهای فرانتس کیسلینگ، برای صدای میانه و پیانو، آپوس شماره ۲۹ (۱۹۵۷)
- بالهٔ رقص در اطراف گل آبی استیل (۱۹۵۶–۱۹۵۹)
- کانن عروسی، برای گروه کر مختلط (۱۹۵۹)
- ده رام زنیا، برای ویلن و پیانو، آپوس شماره ۳۲ (۱۹۶۰)
- اتود رای بوبا، برای پیانو و ارکستر بزرگ، آپوس شماره ۳۴ (۱۹۶۲)

## آثار مکتوب
- جادوگران موسیقی یکبار مصرف، مجله موسیقی اتریش، سال ششم (۱۹۵۱)
- دستورالعمل برای ترکیب دوازده نغمه به علاوه انواع موازی، ۲ جلد، وین، (۱۹۵۲)
- مجموعه‌ای با فاصله زمانی مشابه سرطان، بایگانی موسیقی‌شناسی، سال هجدهم، (۱۹۶۱)
- موسیقی در فیلم و تلویزیون، مجله موسیقی اتریش، سال بیست و سوم، (۱۹۶۸)

### موسیقی فیلم
- عشق بدون عوارض است (۱۹۴۱)
- ملکهٔ لنداستراس (۱۹۴۸)